# Tajemnice Paryża

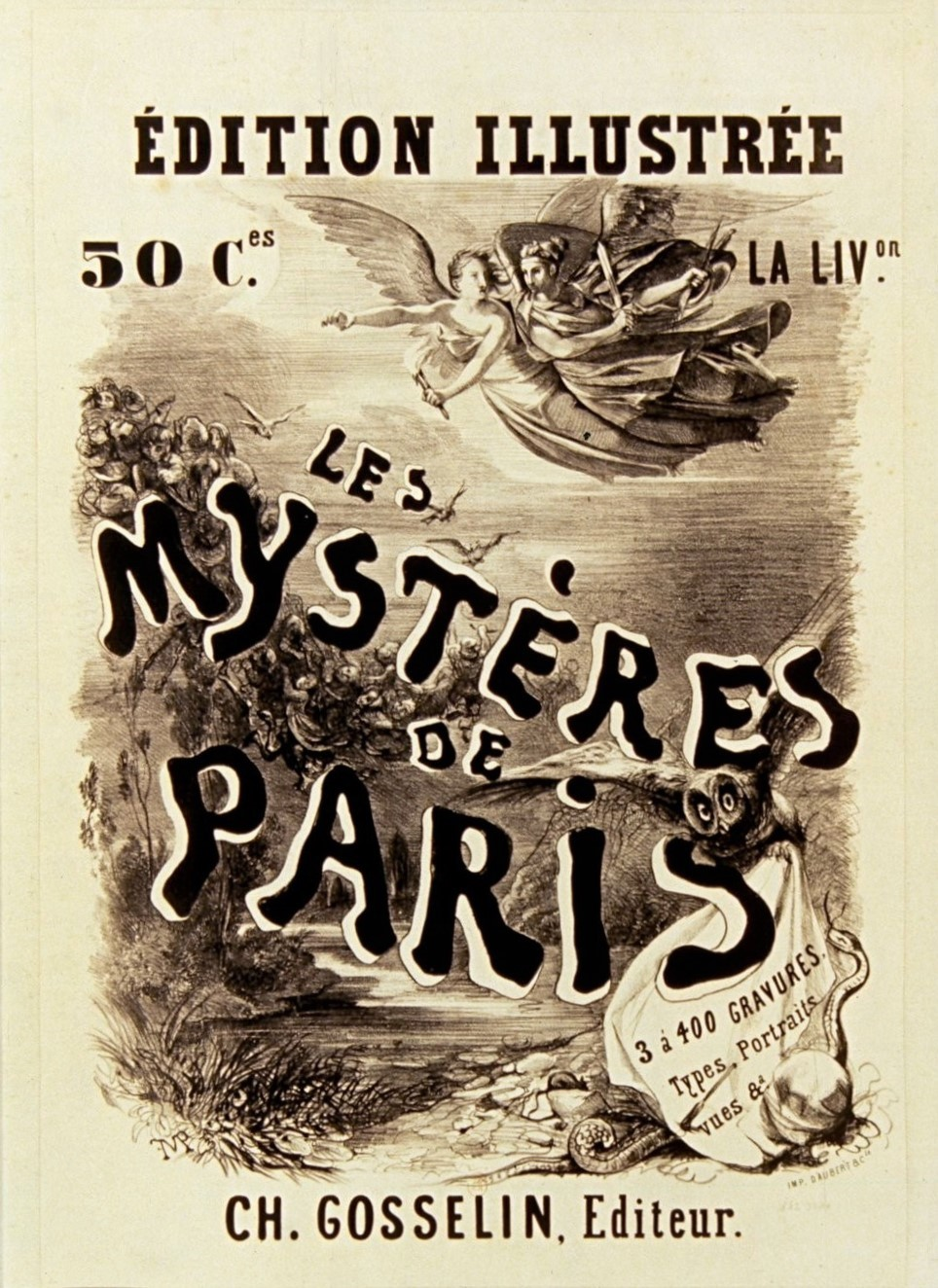
Plakat zapowiadający wydanie książkowe Tajemnic Paryża w 1843 roku

Tajemnice Paryża (oryg. fr. Les Mystères de Paris) – powieść Eugeniusza Sue, jeden z pierwszych utworów literatury popularnej opublikowanych w odcinkach we Francji, w dzienniku Journal des débats między czerwcem 1842 a październikiem 1843 roku.

## Okoliczności powstania utworu
Przed napisaniem Tajemnic Paryża Sue był mało znanym autorem kilku powieści przygodowych osadzonych w środowisku arystokratycznym oraz powieści o tematyce morskiej. Nie mogąc uzyskać upragnionej popularności, zgodził się pójść za radą swojego przyjaciela Prospera Goubaux i napisać utwór osadzony w środowisku najbiedniejszych warstw Paryża, mimo początkowej niechęci do tego pomysłu.
Sue, który nie miał wcześniej żadnej wiedzy o życiu w najgorszych dzielnicach stolicy Francji, pisał kolejne rozdziały powieści bezpośrednio po wizytach na wyspie Cité i w dzielnicy Saint Denis, opisując widziane tam sceny. Goubaux był stałym współpracownikiem autora, na bieżąco oceniając powstałe fragmenty przed publikacją. Sue nie chciał, by utwór został opublikowany w odcinkach, jednak stało się to nieuniknione wobec nieprzewidzianego przez autora wzrostu objętości dzieła (z planowanych dwóch tomów do dziesięciu).

## Treść
Rudolf de Gerolstein, książę krwi, angażuje się w pomoc paryskiej biedocie, przebierając się za robotnika i udając się do najgorszych zakątków wyspy Cité. Pomoc taka jest możliwa dzięki opanowaniu przez niego argotu i metod walki wręcz. Książę jest bohaterem idealnym, całkowicie oddanym ludowi, gotowym do wszelkich poświęceń, by odkupić winy popełnione w młodości. Przy okazji poszukuje w Paryżu swojej córki, zaginionej Marii. W końcu ją rozpoznaje ją w  ulicznicy Gualezie. Jej oraz przestępcy Szurynerowi pomaga porzucić dotychczasowe życie, a Marię zabiera do Niemiec. Młoda dziewczyna nie jest jednak w stanie poradzić sobie z problemami psychicznymi i umiera w klasztorze.

## Wymowa społeczna utworu
Tajemnice Paryża, choć autor odżegnywał się od zamiaru stworzenia powieści zaangażowanej, wielokrotnie kontestują panujący porządek społeczny i protestują przeciw nędzy. Sue na łamach powieści oskarżał panujący porządek społeczny o świadome tworzenie ubóstwa na wielką skalę i wpędzanie w nędzę osób, które chcą utrzymywać się ze swojej pracy, jednak otrzymują wynagrodzenia nieadekwatne do włożonego trudu. Niektóre fragmenty utworu, ukazujące życie rodzin robotniczych, przypominają estetykę powieści realistycznej. Równocześnie Sue przeplatał te części dzieła z fragmentami, w których, dla zachowania uwagi czytelnika, przedstawiał okrucieństwa popełniane przez półświatek Paryża.

## Recepcja
Tajemnice Paryża były natychmiastowym sukcesem czytelniczym, zarówno wśród bogatej publiczności, jak i wśród uboższych czytelników gazety. Do końca życia Sue cieszył się również osobistą popularnością, otrzymywał listy od osób, które za pośrednictwem pisarza chciały skontaktować się z księciem Rudolfem lub przekazać pieniądze na cele charytatywne. Sam pisarz zyskał opinię człowieka głęboko zainteresowanego losem ubogich (czy wręcz socjalisty) i zaczął często wypowiadać się na tematy z tym związane. Utwór zyskał również pozytywne opinie wśród współczesnych autorowi literatów romantycznych, dla których Tajemnice Paryża były przełomowym dziełem, wprowadzającym nową problematykę w obręb zainteresowania powieściopisarzy. Tajemnice Paryża miały również wpływ na wiele innych utworów - Nędzników Wiktora Hugo, Hrabiego Monte Christo Aleksandra Dumasa, Tajemnice Marsylii Émile’a Zoli, Tajemnice Londynu George’a Reynoldsa, Nowe tajemnice Paryża Leo Maleta.
Publikacja Tajemnic Paryża była również ważnym etapem w rozwoju francuskiej literatury masowej.

## Ekranizacje
- Les Mystères de Paris, film André Hunebelle’a z 1962
- Les Mystères de Paris, film André Michela z 1980